# Tři slavné japonské scenérie

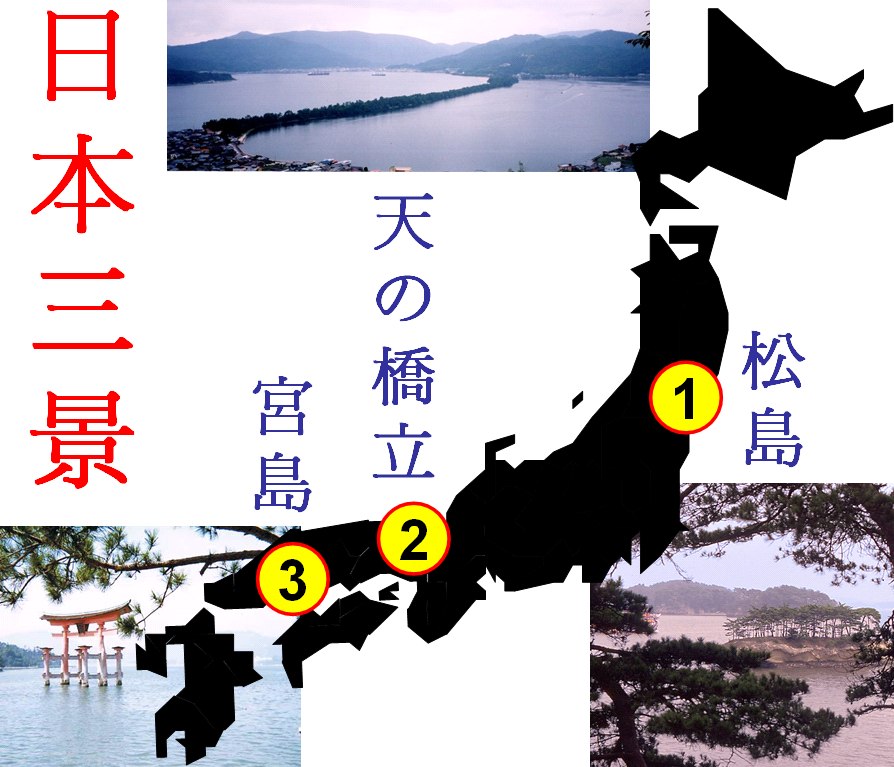
Tři japonské scenérie (Nihon sankei)
1. Macušima
2. Amanohašidate
3. Mijadžima

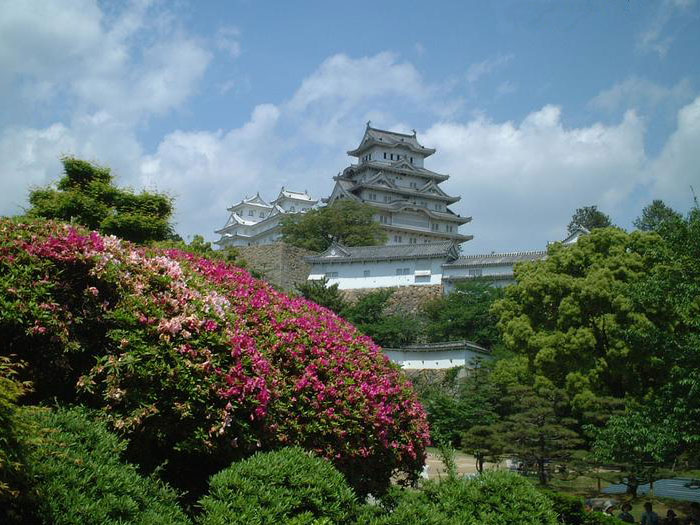
Hrad Himedži
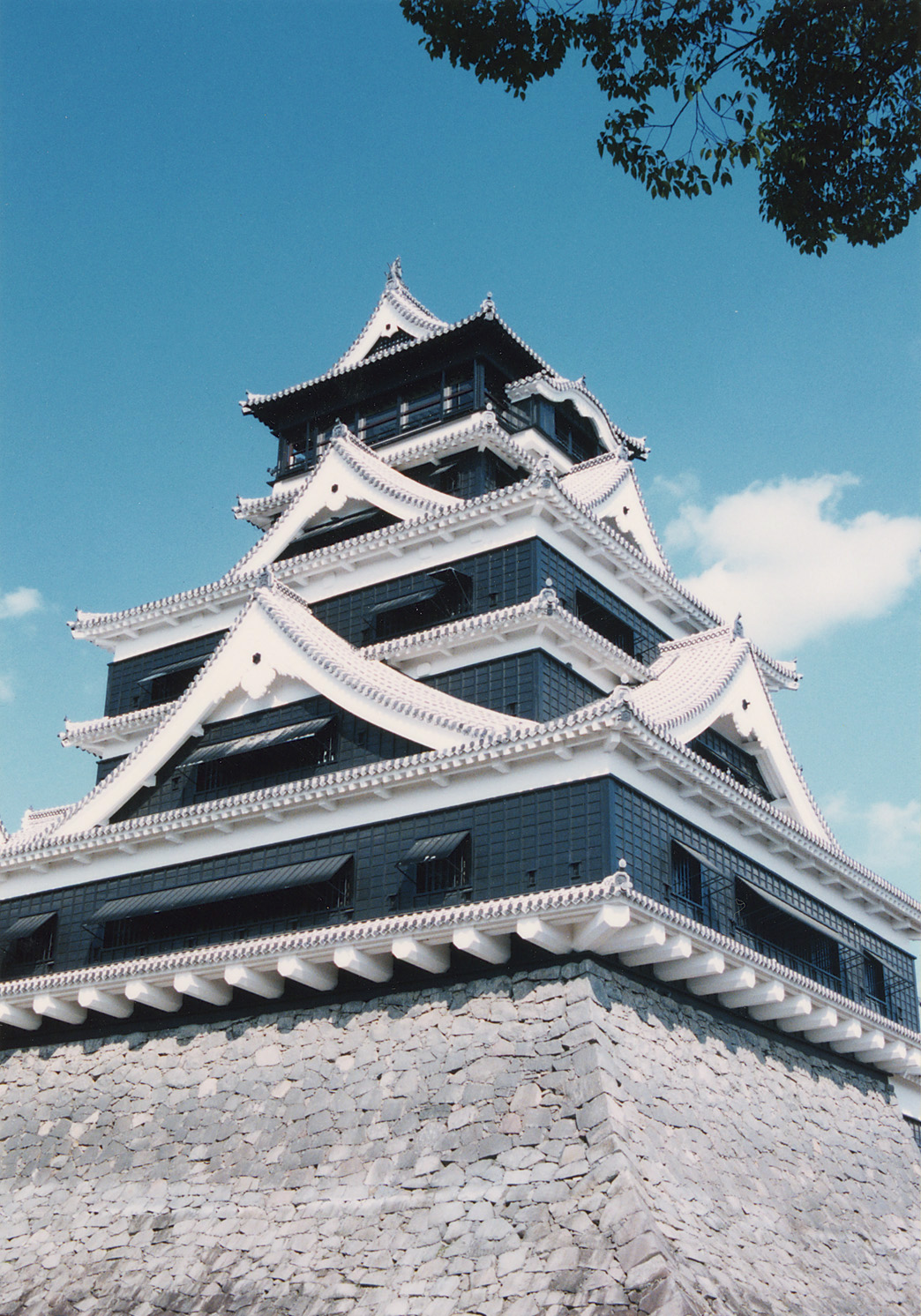
Hrad Kumamoto
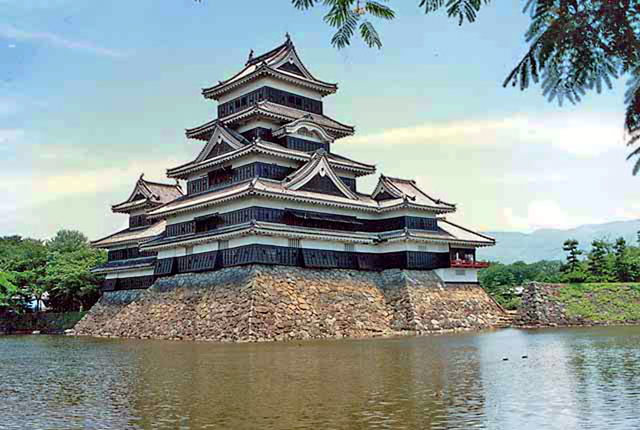
Hrad Macumoto

Tři slavné japonské scenérie (japonsky: 日本三景; Nihon sankei) je seznam tří nejslavnějších pohledů na místa, která by měl každý Japonec alespoň jednou v životě spatřit. Tento seznam je obvykle připisován učenci Hajaši Razanovi, který ho měl sestavit v roce 1643.
Tři slavné japonské scenérie jsou:
- Macušima, prefektura Mijagi
- Amanohašidate, prefektura Kjóto
- Svatyně Icukušima, prefektura Hirošima

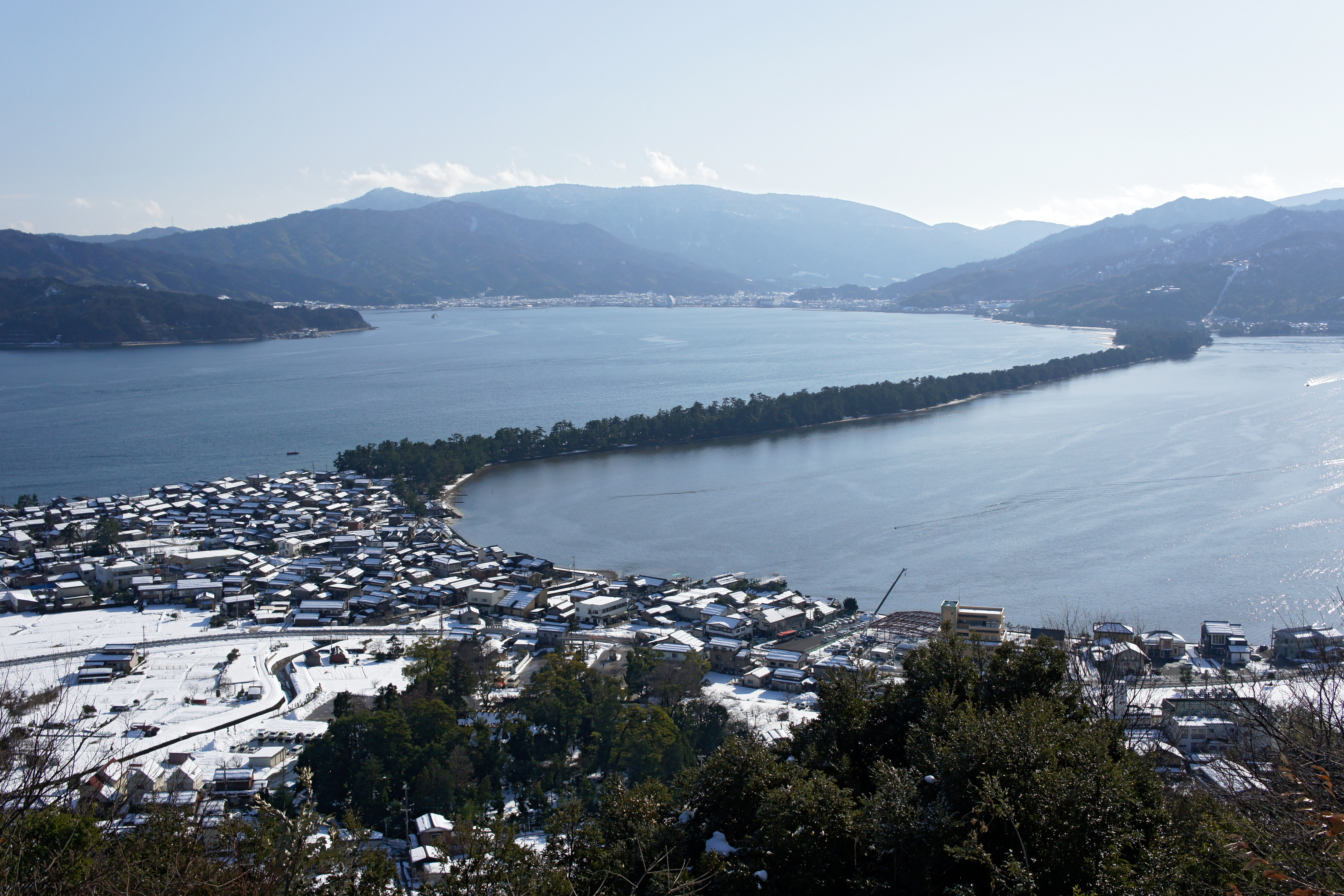
Most do nebe Amanohašidate
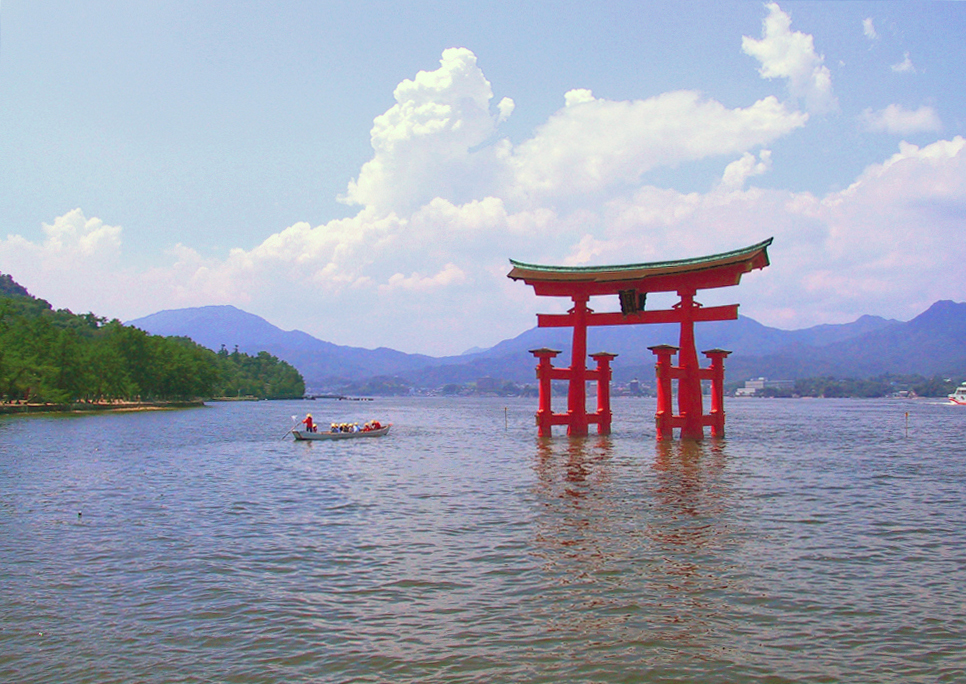
Brána torii u svatyně Icukušima
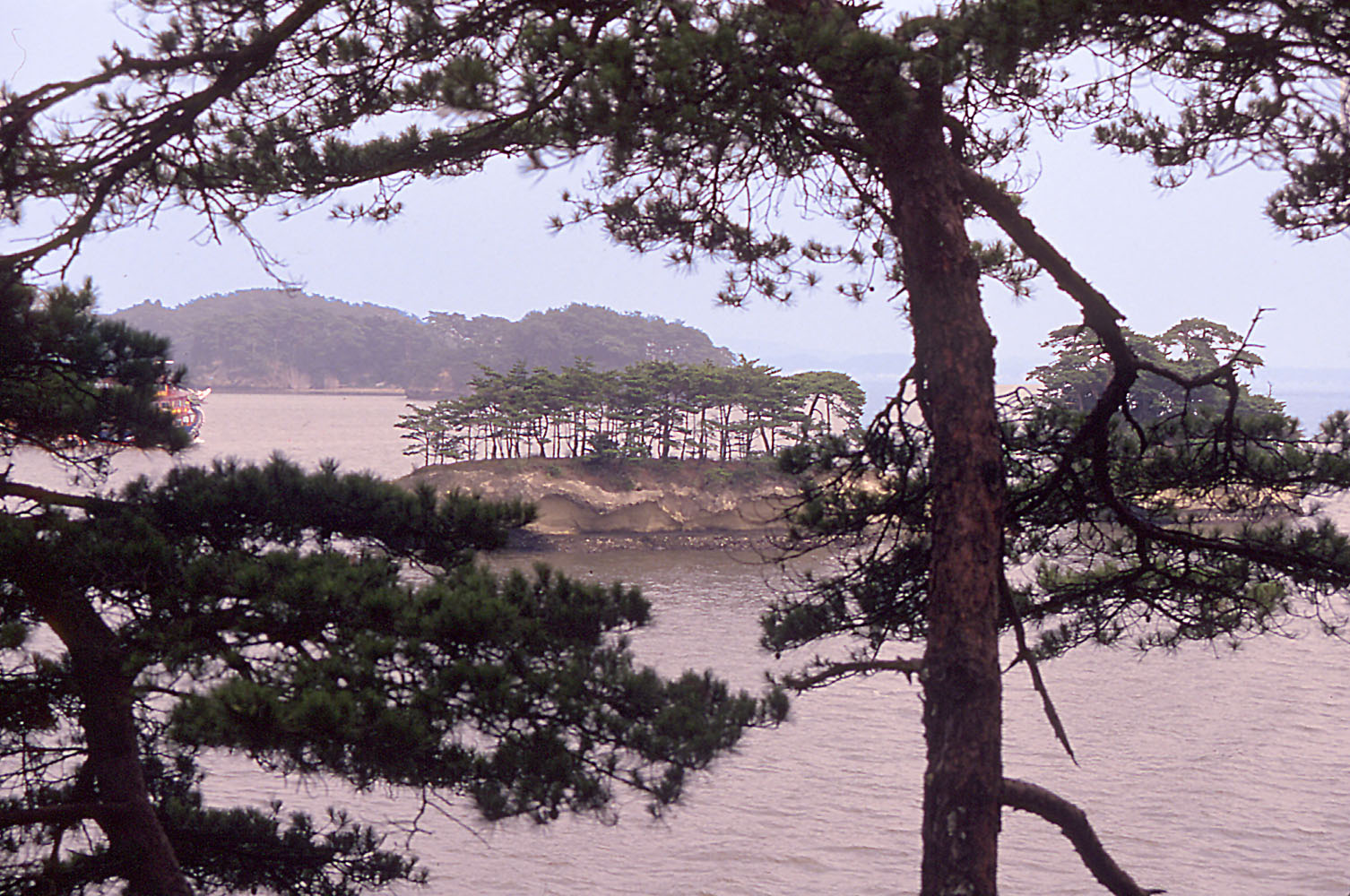
Sosnové ostrůvky Macušima

Tuto slavnou trojici napodobují i další seznamy typu „Tři nej …“. K nejvýznamnějším patří Tři nejkrásnější zahrady Japonska (三名園; Sanmeien):
- Kairaku-en (偕楽園) ve městě Mito
- Kenroku-en (兼六園) ve městě Kanazawa
- Kóraku-en (後楽園) ve městě Okajama

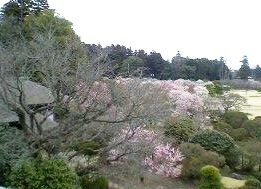
Kairaku-en
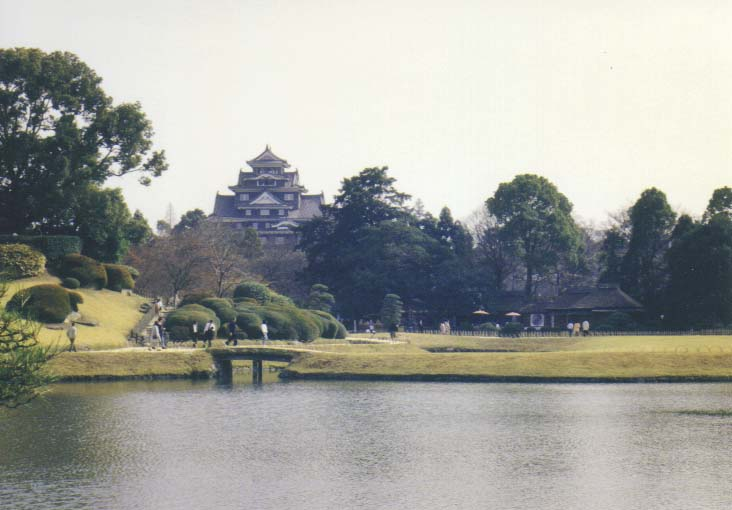
Kóraku-en

a Tři nejslavnější hrady:
- hrad Himedži
- hrad Kumamoto
- hrad Macumoto

- Hrad Himedži
- Hrad Kumamoto
- Hrad Macumoto